# Claus Christiansen
Claus „Kuno“ Christiansen (* 19. Oktober 1967 in Glostrup) ist ein ehemaliger dänischer Fußballspieler.

## Werdegang
Christiansen spielte beim Verein NG Nivå und ab 1985 beim dänischen Erstligisten Lyngby FC. 1990 gewann er mit der Mannschaft den dänischen Pokalwettbewerb und 1992 die Meisterschaft.
Seinen Einstand in der dänischen Nationalmannschaft gab er im Juni 1991 und wurde mit ihr 1992 Europameister. Christiansen kam im Halbfinale und im Endspiel zum Einsatz, in beiden Begegnungen wurde er eingewechselt. Sein letztes Länderspiel bestritt er Ende Januar 1993.
1995 kehrte er dem Leistungssport den Rücken zu und wurde beruflich für den Sportartikelhersteller Nike tätig. Im Amateurbereich spielte Christiansen weiterhin Fußball: Von 1996 bis 2000 in Vedbæk (zeitweise als Spielertrainer), 2001 in Skovshoved sowie 2002 erneut in Vedbæk. Beruflich war er später in Espergærde auf Seeland im Drogeriegeschäft seines Vaters tätig und eröffnete 2011 einen Sportladen.